# Огибное (Белгородская область)
Огибно́е — село в Чернянском районе Белгородской области России. Административный центр Огибнянского сельского поселения.

## География
Находится в северо-восточной части Белгородщины, в лесостепной зоне, в пределах Среднерусской возвышенности, при автодороге 14Н-709.

### Климат
Климат характеризуется как умеренно континентальный, с холодной зимой и продолжительным тёплым летом. Среднегодовая температура воздуха — 6,3 °C. Средняя температура воздуха самого холодного месяца (января) — −8,4 °C (абсолютный минимум — −37 °C); самого тёплого месяца (июля) — 20,3 °C (абсолютный максимум — 42 °C). Безморозный период длится в среднем 157 дней. Годовое количество атмосферных осадков — 462 мм, из которых большая часть выпадает в период с апреля по октябрь. Снежный покров держится около 109 дней.

## История
Основано, согласно «Энциклопедии Белгородской области», в первой половине XVII века.

## Население
| 1877 | 1897  | 2002 | 2010 |
| ---- | ----- | ---- | ---- |
| 1061 | ↗1238 | ↘350 | ↗664 |

## Инфраструктура
Основа экономики — сельское хозяйство.
Детский сад «Улыбка».
Огибнянский центральный сельский дом культуры.
Церковь Космы и Дамиана.

## Транспорт
Село доступно автотранспортом. Остановки общественного транспорта «Огибное — Центр», «Огибное — Конечная», «Хуторская улица», «Пруд».